# Ralph Lysell

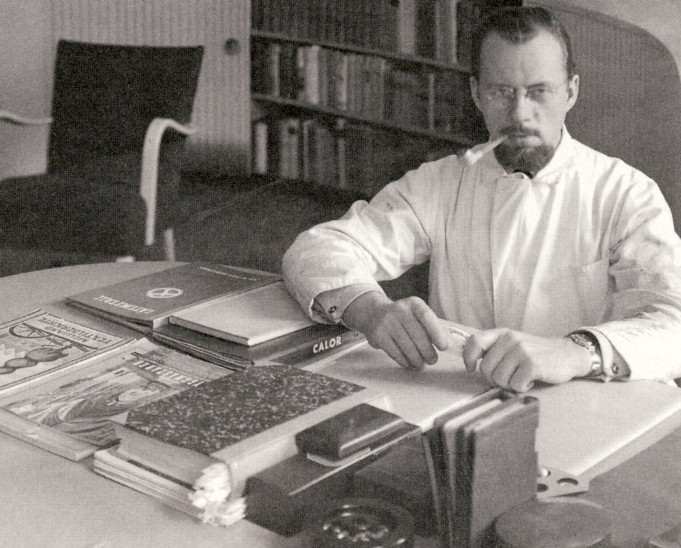
Ralph Lysell 1945

Ralph Lysell, eigentlich Rolf Åre Nystedt (* 1907; † 1987) war ein schwedischer Designer, der u. a. bei der Entstehung des Telefons Ericofon von Ericsson beteiligt war.

## Die Zeit in den USA

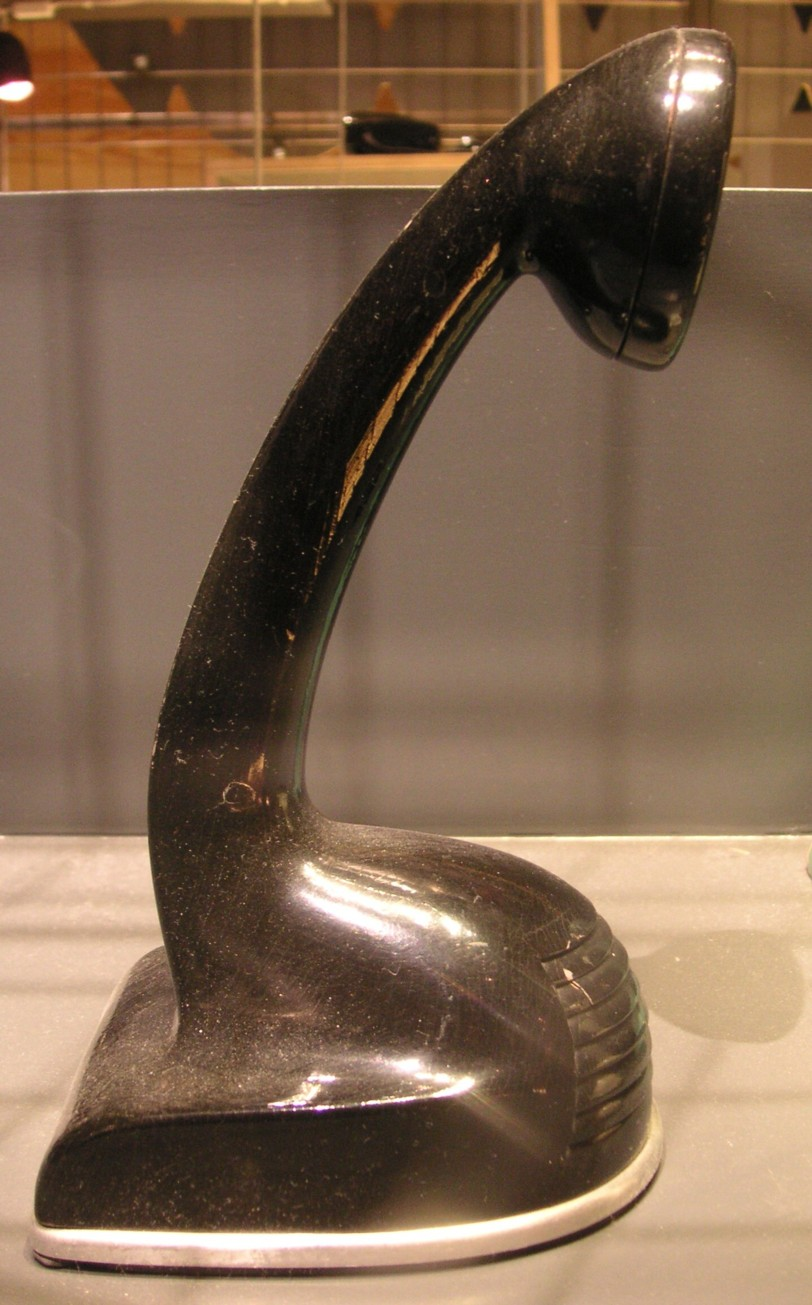
Ralph Lysells Holzmodell zum Ericofon von 1941

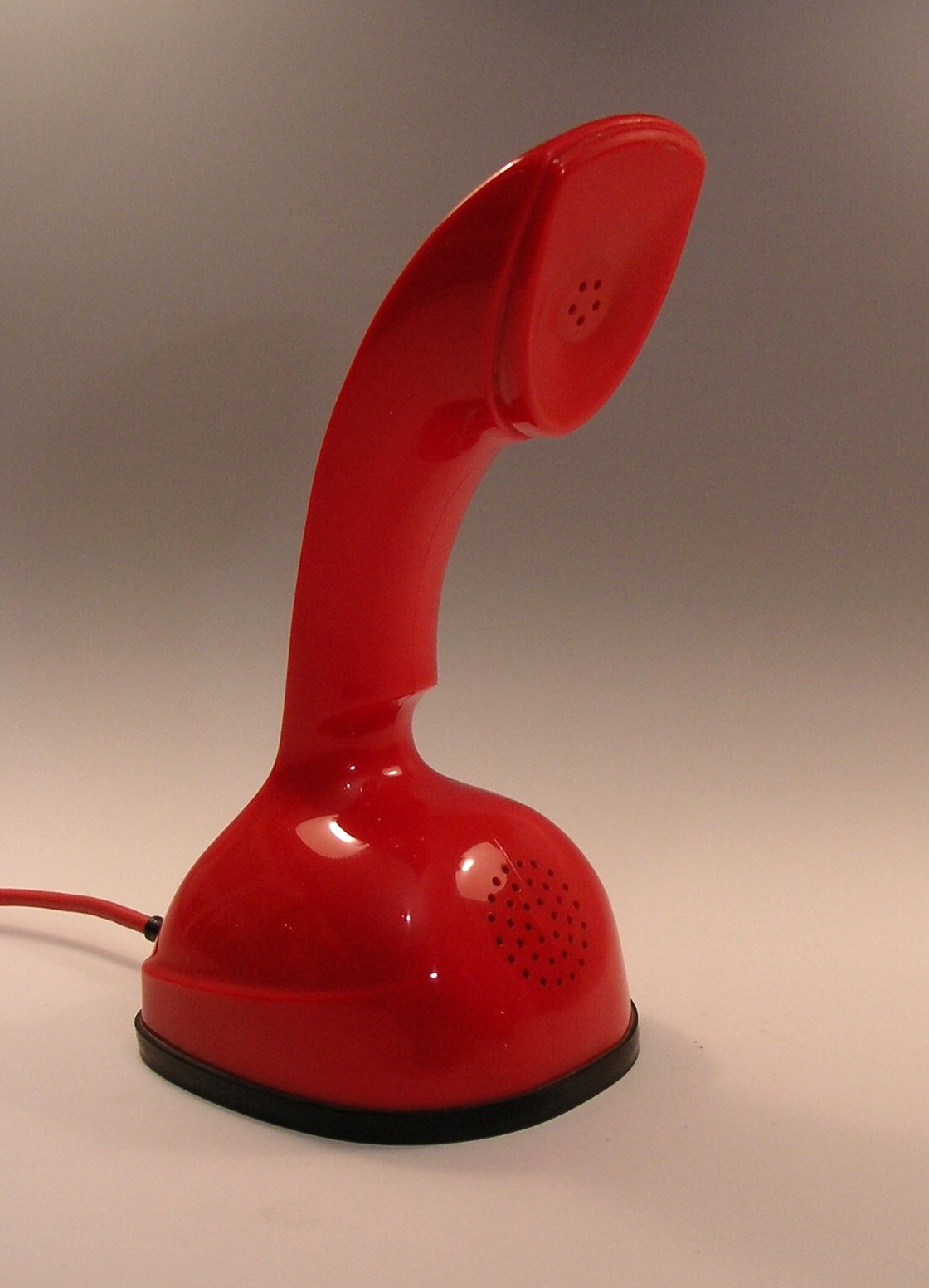
Das Ericofon in seiner endgültigen Form von 1956

Im Alter von sechzehn Jahren ging Ralph Lysell in die USA, um dort bei seiner ausgewanderten Mutter und seinem Stiefvater zu leben. Der Stiefvater verstieß ihn jedoch, so dass Rolf früh auf sich allein gestellt war. Er änderte seinen Vornamen in Ralph und nahm den Geburtsnamen seiner Mutter an. Mit siebzehn heiratete er das erste Mal, es sollten insgesamt sieben Ehen werden. Seine technische Ausbildung erhielt er an der Columbia University, gleichzeitig trainierte er Boxen, denn er wollte Profiboxer werden. Er konstruierte und baute einige extrem stromlinienförmige Autos, die technisch weit vor ihrer Zeit waren. Eine Serienproduktion kam jedoch nie zustande.

## Lysell als angestellter Designer
Nach seinem Aufenthalt in den USA kam Ralph Lysell nach Deutschland und wurde Testfahrer bei Mercedes-Benz. Durch Mercedes bekam er wieder Kontakt mit Schweden und als der Zweite Weltkrieg ausbrach, blieb er dort. 1939 wurde er vom schwedischen Telefonhersteller Ericsson engagiert. Dort schuf er die ersten Holzmodelle für ein Telefon, das einer der größten Erfolge für Ericsson werden sollte, das Ericofon, das erst 1956 auf den Markt kam.

## Lysells eigene Designfirma
Bei Ericsson fühlte Lysell sich jedoch bald eingesperrt und so startete er eine eigene Firma in Stockholm, AB Industriell Formgivning. Die Aufträge kamen unter anderem von Ericsson, Volvo und Electrolux, aber Vieles blieb im Skizzenstadium stecken, wie beispielsweise der Vorschlag eines Busses, bei dem der Fahrerplatz oben in Dachhöhe angeordnet war, um den Passagieren freie Sicht zu geben. Überhaupt, so schien es, wollte Lysell hauptsächlich mit Skizzen, Ideen und Vorschlägen arbeiten, einem Projekt bis zur Produktionsreife zu folgen, war nicht seine Sache. Er fing an, seine Auftraggeber zu vernachlässigen und 1947 ging die Firma in Konkurs.
Nun folgten ein paar Jahre in Paris, danach wirkte er einige Zeit in Norwegen, wo er ein kleines Auto und ein Rettungsboot entwarf. Aber auch diesmal blieb der ökonomische Erfolg aus. Während der 1960er Jahre suchte er bei Electrolux Anstellung als technischer Zeichner, nicht als Ingenieur. Ralph Lysell war ein Mann der Kontraste.